# Assiminea theobaldiana
Assiminea theobaldiana is een slakkensoort uit de familie van de Assimineidae. De wetenschappelijke naam van de soort is voor het eerst geldig gepubliceerd in 1880 door Nevill.